# ネオン・バイブル
ネオン・バイブル（Neon Bible） は、カナダのロックバンド、アーケイド・ファイアの2ndアルバムである。2007年にマージ・レコードからリリースされ、全米および全英アルバムチャート初登場2位を記録。2008年グラミー賞ベスト・オルナタティヴ・ミュージック・アルバムにもノミネート。デビュー作EP『Arcade Fire』収録曲であり、ライブでも定番となっていた「No Cars Go」は再レコーディングによる収録。
限定盤CDはブックレット付属、BOX型ジャケット仕様。なお今作品は現時点では日本語訳等の付属する国内盤は発売されていない。本ページにおける邦題表記は、一般的なカタカナ表記及びユニバーサルミュージックによるものに倣う。

## 収録曲
1. "Black Mirror" – 4:13
2. "Keep The Car Running" – 3:29
3. "Neon Bible" – 2:16
4. "Intervention" – 4:19
5. "Black Wave / Bad Vibrations" – 3:57
6. "Ocean Of Noise" – 4:53
7. "The Well And The Lighthouse" – 3:56
8. "(Antichrist Television Blues)" – 5:10
9. "Windowsill" – 4:16
10. "No Cars Go" – 5:43
11. "My Body Is A Cage" – 4:47